# Пристанціонний (Тоцький район)
Пристанціо́нний (рос. Пристанционный) — селище у складі Тоцького району Оренбурзької області, Росія.

## Населення
Населення — 1310 осіб (2010; 1424 у 2002).
Національний склад (станом на 2002 рік):
- росіяни — 79 %